# Царство Тараска
Царство Тараска је било средњоамеричко царство којим су владали Тарасци. Постојало је од 14. века до 1530. године, а било је друга по величини држава у средњој Америци у време шпанских освајања. Од ове државе веће је било само Астечко царство. Царство Тараска се већим делом налазило на подручју данашње мексичке државе Мичоакан, а укључивало је и неке суседне територије. Престоница царства је био град Цинцунцан. Царство Тараска су уништили шпански освајачи 1530. године. Главна етничка група у царству су били Тарасци, али је оно укључивало и народе Нахуа, Отоми, Матлацинка и Чичимеци. Царство Тараска је представљало мрежу вазалних система и постепено је у већој мери централизовано. Ова држава је била непријатељ Астечког царства, са којим се сукобљавала, блокирајући Астецима могућност експанзије на северозапад. Због релативне изолације, Царство Тараска је развило многе културне одлике различите од осталих средњоамеричких народа.